# Primera legislatura de les Illes Balears
La Primera legistatura de les Illes Balears fou la primera legislatura autonòmica de les Illes Balears i va abastar el període de 4 anys entre 1983 i 1987. La sessió constitutiva se celebrà el 31 de maig de 1983, en què Antoni Cirerol Thomàs de AP-PDP-UL fou elegit President del Parlament. El dia 10 de juny, Gabriel Cañellas Fons de Coalició Popular fou elegit President del Govern amb 29 vots a favor i 25 en contra.

## Eleccions
Sis formacions polítiques obtingueren representació al Parlament de les Illes Balears en la Primera Legislatura. 
| Candidatures | Candidatures                                | Vots    | % Vot | Escons |
| ------------ | ------------------------------------------- | ------- | ----- | ------ |
|              | Coalició Popular (AP-PDP-UL)                | 110.922 | 35,55 | 21     |
|              | Partit Socialista Obrer Espanyol (FSB-PSOE) | 108.158 | 34,67 | 21     |
|              | Unió Mallorquina (UM)                       | 47.390  | 15,19 | 6      |
|              | Partit Socialista de Mallorca (PSM)         | 20.689  | 6,63  | 4      |
|              | Partit Demòcrata Liberal (PDL)              | 3.898   | 1,25  | 1      |
|              | Candidatura Independent de Menorca (CIM)    | 3.250   | 1,04  | 1      |

## Govern
En aquesta legislatura el Govern de les Illes Balears va ser un govern de minoria de Coalició Popular amb suport parlamentari d'Unió Mallorquina. El govern va estar encapçalat per Gabriel Cañellas com a President del Govern, acompanyat de 10 consellers.